# Ильич (Карачаево-Черкесия)
Ильич — аул, находится в Зеленчукском районе Карачаево-Черкесской республики в 60 км юго-западнее Черкесска. Входит в состав муниципального образования Сторожевское сельское поселение. Около 250 дворов.

## География
Располагается у реки Большой Зеленчук в 10 км северо-западнее села Зеленчукская. Высота 500 метров над уровнем моря.

## Население
| 2002 | 2010 | 2021 |
| ---- | ---- | ---- |
| 656  | ↘565 | ↗621 |

## Инфраструктура
Газоснабжение аула начато в 2009 году.
Также в ауле действует библиотека.